# Antennarius pardalis
Antennarius pardalis är en fiskart som först beskrevs av Valenciennes, 1837.  Antennarius pardalis ingår i släktet Antennarius och familjen Antennariidae. Inga underarter finns listade i Catalogue of Life.